# Hungarian Football League 2018
La Hungarian Football League 2018 (detta anche "Fezen HFL 2018" per ragioni di sponsorizzazione) è la 13ª edizione del campionato di football americano di primo livello, organizzato dalla MAFSZ.
Gli Eger Heroes sono stati retrocessi al termine della stagione precedente a causa della mancata presentazione di un team nel campionato Under-19.

## Squadre partecipanti
| Club                 | Città          | Stadio | Sponsor ufficiale | Risultato nella stagione 2017 |
| -------------------- | -------------- | ------ | ----------------- | ----------------------------- |
| Budapest Cowbells    | Budapest       |        |                   |                               |
| Budapest Eagles      | Budapest       |        | TD Store          |                               |
| Budapest Wolves      | Budapest       |        |                   |                               |
| Dunaújváros Gorillaz | Dunaújváros    |        | DAK Acél          |                               |
| Fehérvár Enthroners  | Székesfehérvár |        |                   |                               |
| Győr Sharks          | Győr           |        |                   |                               |
| Miskolc Steelers     | Miskolc        |        |                   |                               |
| Nyíregyháza Tigers   | Nyíregyháza    |        |                   |                               |

## Stagione regolare

### Calendario

#### 1ª giornata
| 25 marzo 2018, ore 14:00 | Dunaújváros Gorillaz | 0 – 3 | Győr Sharks |  |

| 24 marzo 2018, ore 15:00 | Fehérvár Enthroners | 7 – 35 | Budapest Wolves |  |

| 24 marzo 2018, ore 15:00 | Budapest Cowbells | 26 – 7 | Budapest Eagles |  |

#### 2ª giornata
| 7 aprile 2018, ore 15:00 | Nyíregyháza Tigers | 28 – 7 | Fehérvár Enthroners |  |

| 8 aprile 2018, ore 12:00 | Miskolc Steelers | 24 – 25 | Budapest Cowbells |  |

| 8 aprile 2018, ore 15:00 | Győr Sharks | 10 – 23 | Budapest Eagles |  |

| 8 aprile 2018, ore 14:00 | Budapest Wolves | 20 – 0 | Dunaújváros Gorillaz |  |

#### 3ª giornata
| 22 aprile 2018 | Dunaújváros Gorillaz | 24 – 30 | Fehérvár Enthroners |  |

| 22 aprile 2018 | Budapest Wolves | 37 – 8 | Budapest Cowbells |  |

#### 4ª giornata
| 28 aprile 2018 | Nyíregyháza Tigers | 59 – 22 | Budapest Eagles |  |

| 29 aprile 2018 | Győr Sharks | 6 – 35 | Miskolc Steelers |  |

#### 5ª giornata
| 5 maggio 2018, ore 14:00 | Fehérvár Enthroners | 12 – 34 | Budapest Cowbells |  |

| 6 maggio 2018 | Miskolc Steelers | 21 – 13 | Budapest Wolves |  |

| 6 maggio 2018, ore 15:00 | Budapest Eagles | 14 – 13 | Dunaújváros Gorillaz |  |

| 6 maggio 2018 | Győr Sharks | 0 – 38 | Nyíregyháza Tigers |  |

#### 6ª giornata
| 19 maggio 2018 | Budapest Eagles | 26 – 35 | Miskolc Steelers |  |

| 19 maggio 2018 | Fehérvár Enthroners | 14 – 21 | Győr Sharks |  |

| 20 maggio 2018 | Nyíregyháza Tigers | 26 – 32 | Budapest Wolves |  |

| 21 maggio 2018 | Dunaújváros Gorillaz | 6 – 42 | Budapest Cowbells |  |

#### 7ª giornata
| 2 giugno 2018 | Budapest Cowbells | 31 – 14 | Győr Sharks |  |

| 2 giugno 2018 | Budapest Eagles | 0 – 37 | Budapest Wolves |  |

| 3 giugno 2018 | Nyíregyháza Tigers | 28 – 7 | Dunaújváros Gorillaz |  |

| 3 giugno 2018 | Miskolc Steelers | 48 – 13 | Fehérvár Enthroners |  |

#### Recuperi 1
| 9 giugno 2018 | Miskolc Steelers | 35 – 0 | Nyíregyháza Tigers |  |

#### 8ª giornata
| 16 giugno 2018 | Fehérvár Enthroners | 40 – 20 | Budapest Eagles |  |

| 16 giugno 2018 | Budapest Wolves | 37 – 14 | Győr Sharks |  |

| 17 giugno 2018 | Dunaújváros Gorillaz | 10 – 24 | Miskolc Steelers |  |

| 17 giugno 2018 | Budapest Cowbells | 37 – 19 | Nyíregyháza Tigers |  |

### Classifica
Le classifiche della regular season sono le seguenti:
- PCT = percentuale di vittorie, G = partite giocate, V = partite vinte,  P = partite perse, PF = punti fatti, PS = punti subiti

| Pos. | Squadra              | PCT  | G | V | N | P | PF  | PS  |
| ---- | -------------------- | ---- | - | - | - | - | --- | --- |
| 1    | Budapest Wolves      | .857 | 7 | 6 | 0 | 1 | 211 | 76  |
| 2    | Miskolc Steelers     | .857 | 7 | 6 | 0 | 1 | 222 | 93  |
| 3    | Budapest Cowbells    | .857 | 7 | 6 | 0 | 1 | 203 | 119 |
| 4    | Nyíregyháza Tigers   | .571 | 7 | 4 | 0 | 3 | 198 | 140 |
| 5    | Fehérvár Enthroners  | .286 | 7 | 2 | 0 | 5 | 123 | 210 |
| 6    | Győr Sharks          | .286 | 7 | 2 | 0 | 5 | 68  | 178 |
| 7    | Budapest Eagles      | .286 | 7 | 2 | 0 | 5 | 112 | 220 |
| 8    | Dunaújváros Gorillaz | .000 | 7 | 0 | 0 | 7 | 60  | 161 |

## Playoff

### Tabellone
|  | Semifinali | Semifinali         | Semifinali |                  |    | XIII Hungarian Bowl | XIII Hungarian Bowl | XIII Hungarian Bowl |  |
|  |            |                    |            |                  |    |                     |                     |                     |  |
|  | 1          | Budapest Wolves    | 35         |                  |    |                     |                     |                     |  |
|  | 1          | Budapest Wolves    | 35         |                  |    |                     |                     |                     |  |
|  | 4          | Nyíregyháza Tigers | 20         |                  |    |                     |                     |                     |  |
|  | 4          | Nyíregyháza Tigers | 20         |                  | 1  | Budapest Wolves     | 34                  |                     |  |
|  |            |                    |            |                  | 1  | Budapest Wolves     | 34                  |                     |  |
|  |            |                    | 2          | Miskolc Steelers | 30 |                     |                     |                     |  |
|  | 3          | Budapest Cowbells  | 2          | Miskolc Steelers | 30 | 14                  |                     |                     |  |
|  | 3          | Budapest Cowbells  |            |                  |    |                     |                     |                     |  |
|  | 2          | Miskolc Steelers   | 33         |                  |    |                     |                     |                     |  |

### Semifinali
| 30 giugno 2018 | Budapest Wolves | 35 – 20 | Nyíregyháza Tigers |  |

| 1º luglio 2018 | Miskolc Steelers | 33 – 14 | Budapest Cowbells |  |

### XIII Hungarian Bowl
| 14 luglio 2018 | Budapest Wolves | 34 – 30 | Miskolc Steelers |  |

## Verdetti
- Budapest Wolves Campioni dell'Ungheria 2018